# Lliga Obrera Comunista
Lliga Obrera Comunista (LOC) fou un partit polític comunista d'orientació trotskista, creat a Espanya el 1976 com a òrgan del Comité Internacional de la Quarta Internacional. Editava el diari Prensa Obrera. Es presentà a les eleccions generals espanyoles de 1986, però va obtenir menys del 0,01% dels vots. Desaparagué el 1990.